# Fernando Cardiñanos
Fernando Cardiñanos fue un misionero español. Nació el 29 de mayo de 1731, en Vitoria, Reino de España. Falleció en el mes de julio de 1794, mientras ejercía como administrador apostólico en Honduras.  

## Vida y obra
Llegó a la Provincia de Honduras, en fecha 10 de marzo de 1788 como fray misionero asignado a la Diócesis de Comayagua, donde más tarde fue elevado a Obispo de la Arquidiócesis de Tegucigalpa en agosto de ese mismo año, exaltando así sus virtudes clericales. 
Lo más relevante de este obispo es que durante su mandato diocesano, redactó en 1791 un informe de censo poblacional con datos recabados de toda su diócesis, la cual enviaría a la Santa Sede Pontificia en Roma. Sin lugar a dudas de los primeros censos realizados durante el período post colonial en Centroamérica.  
Dicho informe mencionaba que en la provincia de Honduras, existían: 135 poblados, 231 valles con 93,501 habitantes.

### Informes[1]
Informe enviado a Su Majestad el rey de España:
| Parroquia      | Dinero de las cofradías des cofreries | Capellanías parroquiales | Capellanías de particulares |  |
| -------------- | ------------------------------------- | ------------------------ | --------------------------- |  |
| Comayagua      | 15790                                 | 700                      | 46454                       |  |
| Tegucigalpa    | 1083                                  | 3185                     | 31274                       |  |
| Guascorán      | ¿?                                    | 3500                     | 0                           |  |
| Cantarranas    | 2603                                  | 4000                     | 1789                        |  |
| Caridad        | 9234                                  | 4970                     | ¿?                          |  |
| San Pedro Sula | 3329                                  | 6300                     | 0                           |  |
| Olanchito      | 56049                                 | 2950                     | 665                         |  |
| Gracias a Dios | 351                                   | 4532                     | 6400                        |  |
| Choluteca      | 286                                   | 10934                    | 7500                        |  |
| Manto          | 6897                                  | 1340                     | 9826                        |  |
| Sonaguera      | 7634                                  | 1310                     | 0                           |  |
| Ojojona        | 4993                                  | 1000                     | 650                         |  |
| Cerquín        | 3102                                  | 0                        | 0                           |  |
| Texiguat       | 14487                                 | 1200                     | 0                           |  |
| Sensenti       | 10546                                 | 17                       | 7500                        |  |
| Tencoa         | 6986                                  | 1080                     | ¿?                          |  |
| Petoa          | 1033                                  | 1817                     | ¿?                          |  |
| Ioro           | 6020                                  | 1284                     | sd                          |  |
| Chinacla       | 2207                                  | 0                        | 0                           |  |
| Siguatepeque   | 808                                   | 200                      | 0                           |  |
| Orica          | 5693                                  | 1210                     | 1110                        |  |
| TOTALES        | 159131                                | 51529                    | 113.168                     |  |

| Obispado | Totales |  |
| --- | ------- |  |
| Número de ciudades, villas y pueblos | 137     |  |
| Número de valles que habitan los feligreses                                                                                                  | 242     |  |
| Número de iglesias parroquiales del Obispado                                                                                                 | 145     |  |
| Número de las almas del Obispado | 93.501  |  |
| Número de confirmados por el Obispo Cardiñanos                                                                                               | 27.603  |  |
| Valor de los Curatos del Obispado por un quinquenio                                                                                          | 158.739 |  |
| Número de Cofradías | 336     |  |
| Dinero de Cofradías repartidas entre hermanos e inquilinos que pagan el rédito de 5 x 100                                                    | 205.726 |  |
| Cabezas de ganado vacuno que pertenecen a las cofradías                                                                                      | 49.324  |  |
| Cabezas de bestias mulares y caballares | 7.706   |  |
| Cantidad anual señalada a los 35 curatos por razón del Real subsidio                                                                         | 2.257   |  |
| Cantidad de la renta de diezmos que entró en cajas reales en el quinquenio 1786-1791                                                         | 15.000  |  |
| Dinero de principales de capellanías de sujetos particulares, incluso 12000 Pesos del Hospital de san Juan de Dios y capellanías de cabildos | 130.406 |  |
| Dinero de capellanías fundadas a favor de los curas del Obispado                                                                             | 81.714  |  |
| Marcos de platas de alhajas de las iglesias parroquiales                                                                                     | 7.981   |  |
| Importe total en que fueron rematados diezmos del año 1791                                                                                   | 19-101  |  |